# Nick Adams
Nick Adams (født 10. juli 1931, død 7. februar 1968) var en amerikansk film- og tv-skuespiller og manuskriptforfatter. Han blev noteret for sine roller i flere Hollywood-film i 1950'erne og 1960'erne sammen med hans hovedrolle i ABCs tv-serie The Rebel (1959). Årtier efter Adams død efter en overdosis på receptpligtig medicin i en alder af 36 år, ville hans vidt offentliggjorte venskaber med James Dean og Elvis Presley røre spekulationer om både hans private liv og omstændighederne ved hans død. I en AllMovie-synopsis for Adams sidste film skrev anmelderen Dan Pavlides: "Plaget af personlige overskud, vil han blive husket lige så meget for det han kunne have gjort i biografen, som han efterlod."